# چهارراه گوفوکوباشی

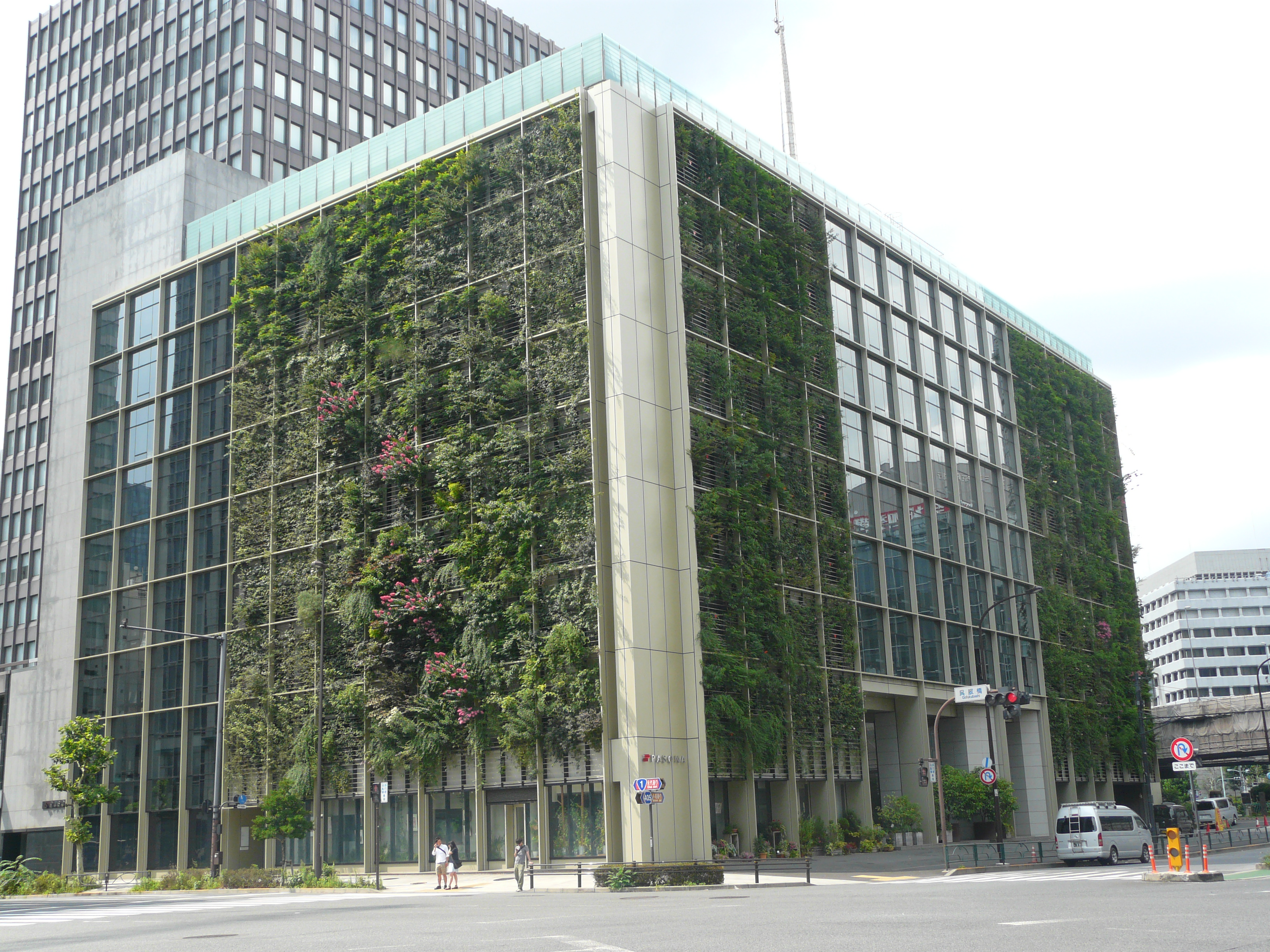
تقاطع در سال ۲۰۱۴

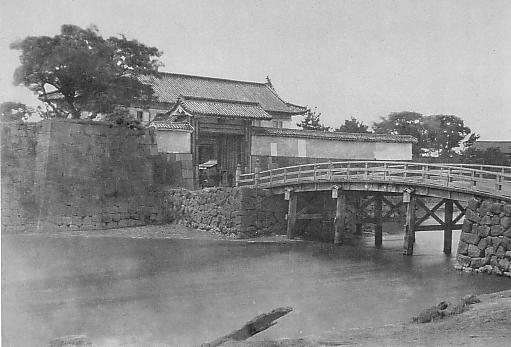
گوفوکوباشی

چهارراه گوفوکوباشی، (به ژاپنی: 呉服橋交差点)؛ یک چهارراه است که در منطقه یائسو، بخش چوئو-کو، توکیو قرار دارد.

## تاریخچه
در دوره ادو بخشی از خندق خارجی قلعه ادو بنام سوتوباری در این محل قرار داشت و بر روی آن پل چوبی به نام گوفوکوباشی قرار داشت و انتهای آن به یکی از دروازه‌های قلعه ادو به نام دروازه گوفوکوباشی ختم می‌شد. منطقه اطراف آن نیز تا تقاطع نیهونباشی گوفوکوماچی نامیده می‌شد. در دوره میجی این دروازه بسته و منسوخ شد و این پل چوبی ساختاری نو گرفت. پس از جنگ جهانی دوم این بخش از خندق پر شده و محل پل تبدیل به یک تقاطع شد و نام قدیم آن بر آن باقی ماند.